# Robert Calderbank

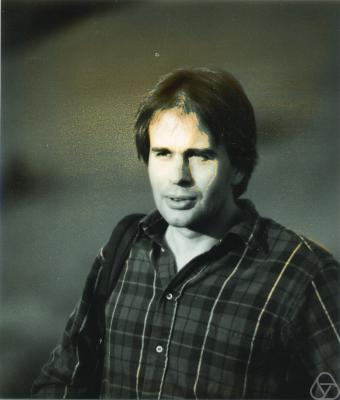
Robert Calderbank

Arthur Robert Calderbank (* 28. Dezember 1954 in Bridgwater) ist ein US-amerikanischer Informatiker und Mathematiker.
Calderbank studierte an der University of Warwick (Bachelor-Abschluss 1975) und an der University of Oxford (Master-Abschluss 1976) und wurde 1980 am Caltech bei Marshall Hall in Mathematik promoviert (Algebraic coding theory). Danach war er an den Bell Laboratories, wo er zuletzt Vizepräsident für Forschung war. 2003 wurde er Professor für Elektrotechnik und Mathematik an der Princeton University und Direktor des Programms für Angewandte und Computergestützte Mathematik und 2010 Professor und Dekan für Naturwissenschaften an der Duke University.
Er war einer der Entwickler von Space-Time-Codes (STC) für drahtlose Kommunikationssysteme. Mit Andrew Steane und Peter Shor entwickelte er den CSS-Code zur Quantenfehlerkorrektur.
2013 erhielt er die Richard-W.-Hamming-Medaille und 2014 den Claude E. Shannon Award (für 2015). 2005 wurde er Mitglied der National Academy of Engineering und 2012 Fellow der American Mathematical Society sowie der American Association for the Advancement of Science. Seit 21015 ist er Ehrenmitglied der London Mathematical Society. 2022 wurde Calderbank in die American Academy of Arts and Sciences gewählt.
Er ist mit der Mathematikerin Ingrid Daubechies verheiratet und hat mit ihr zwei Kinder.